# Trier-Ruwer/Eitelsbach
Ruwer/Eitelsbach ist einer der 19 Ortsbezirke der Stadt Trier in Rheinland-Pfalz.
Nach der kleinräumigen Gliederung umfasst er die Stadtbezirke Ruwer und Eitelsbach.

## Geographie
Der Bezirk mit rund 3000 Einwohnern und einer Fläche von 910 ha liegt hauptsächlich im Bereich der Ruwermündung und besteht aus den beiden Stadtteilen Ruwer und Eitelsbach. Zu Eitelsbach gehören die Wohnplätze Duisburgerhof und Karthäuserhof, zu Ruwer die Wohnplätze Hüsters-Mühle, Lambertys-Mühle und Wasserwerk Trier, außerdem die Ruwerer Felsenmühle. Auch das unbesiedelte Naturschutzgebiet Kenner Flur an der Mosel gehört zum Stadtbezirk.
Rechte Zuflüsse der Mosel sind der Meierbach an der Gemarkungsgrenze zu Trier-Kürenz und die Ruwer mit ihren rechten Zuflüssen Eitelsbach und Wenzelbach. Der Gipfel des Grünebergs liegt auf der Gemarkung Ruwer-Maximin. Zwischen Ruwer und Kenn lag einst der Ort Kevenich.

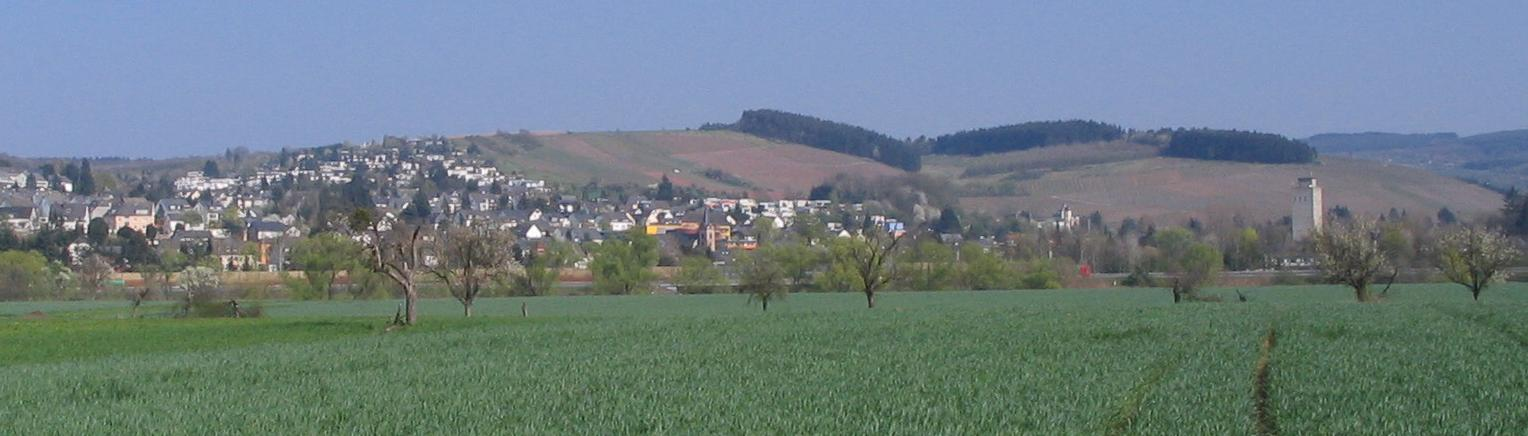
Ruwer von Pfalzel aus gesehen
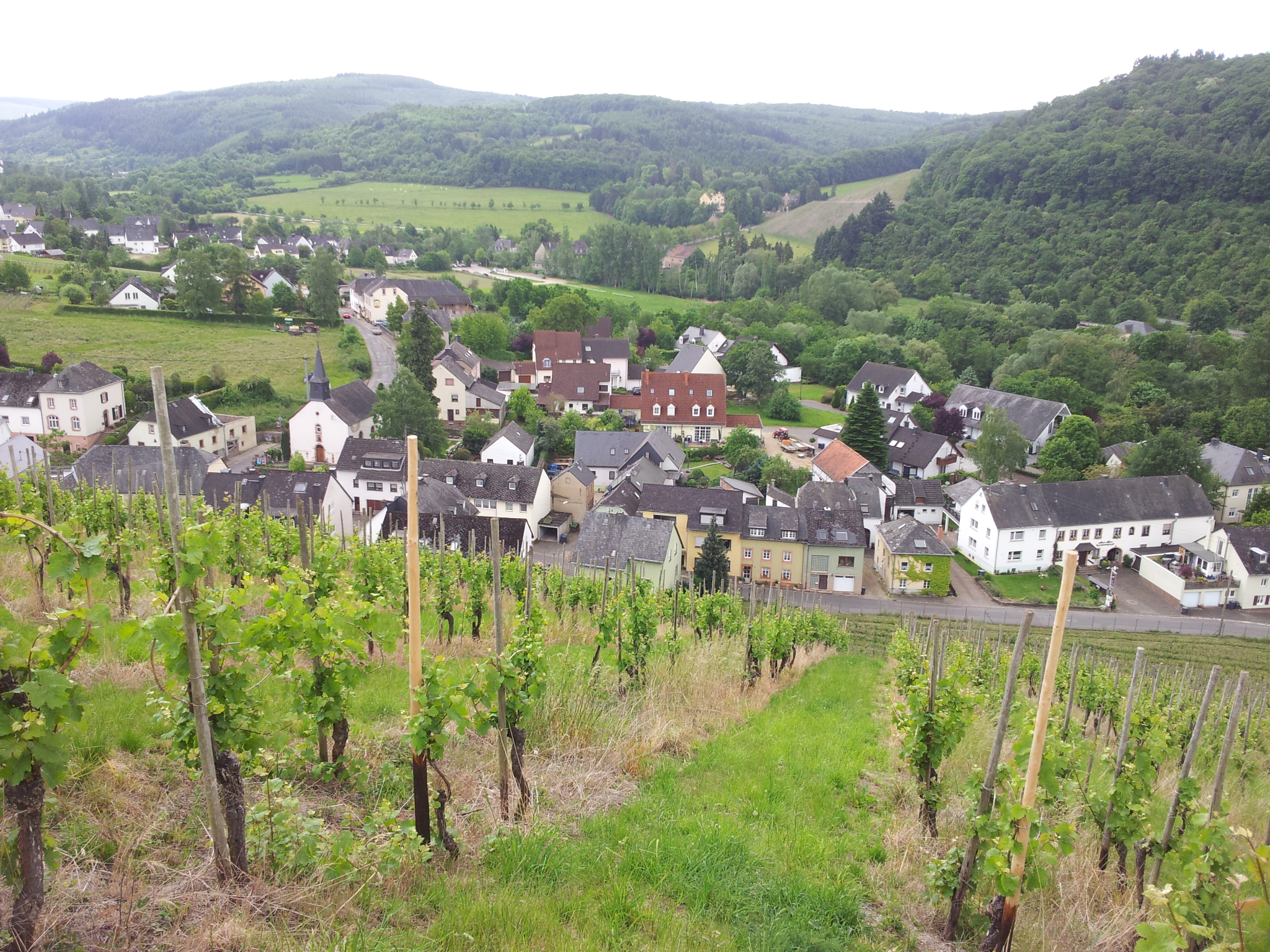
Blick auf Eitelsbach
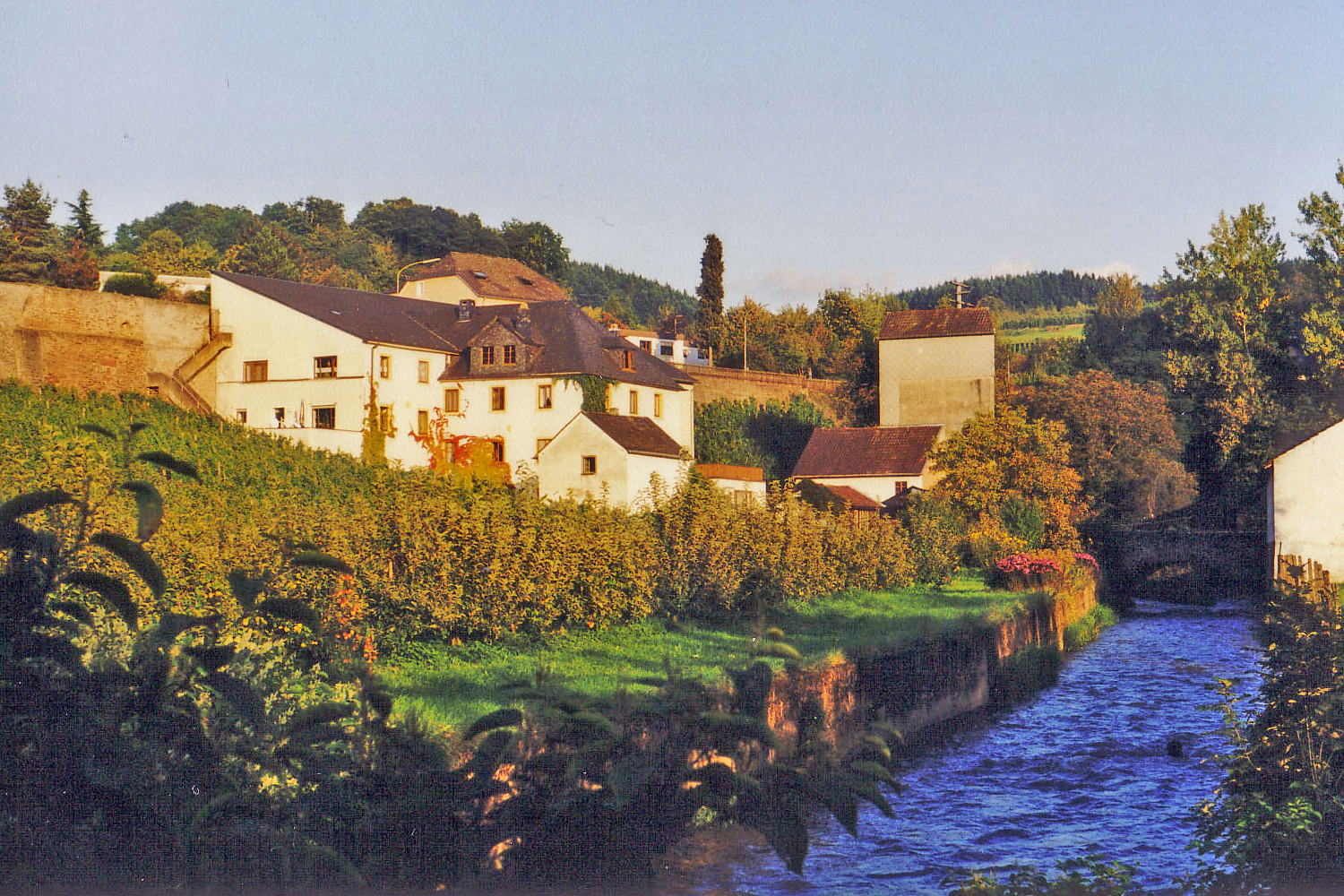
Ruwerer Felsenmühle

## Geschichte
Die erste urkundliche Erwähnung von Ruwer erfolgte im Jahre 646 als Villa Ruobera.
Ruwer-Maximin (links der Ruwer) und Ruwer-Paulin (rechts der Ruwer) waren im Mittelalter getrennte Besitzungen der Trierer Abtei St. Maximin bzw. des Stiftes Paulin. Sie kamen 1815 als Gemeinden im Landkreis Trier zur preußischen Rheinprovinz und wurden 1930 zur Gemeinde Ruwer vereinigt.
Eitelsbach gehörte im Mittelalter zum kurtrierischen Amt Pfalzel. 1815 wechselte es zur Bürgermeisterei Casel, anschließend zur Bürgermeisterei sowie zum Amt Ruwer.
Aus dem Amt Ruwer entstand 1968 die Verbandsgemeinde Ruwer.
Im Rahmen einer kommunalen Neugliederung wurden die Gemeinden Ruwer (mit zu diesem Zeitpunkt 2626 Einwohnern) und Eitelsbach (mit 255 Einwohnern) am 7. Juni 1969 in die Stadt Trier eingemeindet. Seit 1974 bilden sie als Ruwer/Eitelsbach einen Ortsbezirk von Trier.
Bis 2005 war Trier-Ruwer der Sitz der Verbandsgemeinde Ruwer, der dann nach Waldrach verlegt wurde.

## Politik
- SPD: 3
- UBT: 4
- CDU: 4

### Ortsbeirat
Für den Ortsteil Ruwer/Eitelsbach wurde ein Ortsbezirk gebildet. Dem Ortsbeirat gehören elf Beiratsmitglieder an, den Vorsitz im Ortsbeirat führt die direkt gewählte Ortsvorsteherin. Bis zur Wahl 2024 gehörten dem Rat 13 Mitglieder an, die Verringerung auf elf Sitze erfolgte gemäß den Vorgaben der Hauptsatzung, weil die Einwohnerzahl unter 3001 gesunken war.
Im Ortsbeirat sind nach den Kommunalwahlen am 9. Juni 2024 die CDU und die UBT mit jeweils vier Sitzen vertreten, die SPD mit drei.
Für weitere Informationen und historische Daten siehe die Ergebnisse der Kommunalwahlen in Trier.

### Ortsvorsteher
Seit der Wahl 2019 ist Christiane Probst (UBT) die Ortsvorsteherin. Ihre Vorgängerin Monika Thenot (CDU) war nach 15 Jahren im Amt nicht mehr angetreten. Probst setzte sich bei der Direktwahl am 26. Mai 2019 mit einem Stimmenanteil von 62,84 % durch. Bei der Wahl 2024 wurde sie als einzige Bewerberin mit einem Stimmenanteil von 82,5 % für weitere fünf Jahre im Amt bestätigt.

## Kultur und Vereine
Vereine in Trier-Ruwer/Eitelsbach sind: Angelclub 1964 Ruwer-Kenn e. V., Angelsportverein Ruwer, Förderverein Kindergarten St. Clemens, Förderverein der Grundschule Ruwer, Freiwillige Feuerwehr Löschzug Ruwer, Jugendgruppe Ruwer/Mertesdorf, Karnevalsverein Ruwer 1992 e. V., Kirchenchor Cäcilia Ruwer, Männergesangverein Moselland Ruwer 1882, Musikverein 1920 Ruwer-Eitelsbach, Sportverein Eintracht Ruwer 1945 e. V., Tennisclub Ruwer 1979 e. V. und Turnverein Ruwer 1894.
Siehe auch: Liste der Kulturdenkmäler in Trier-Ruwer/Eitelsbach

## Wirtschaft und Infrastruktur
Bekannte Weingüter sind der Karthäuserhof im Besitz der Familie Tyrell-Rautenstrauch und der Duisburger Hof im Besitz der Bischöflichen Weingüter Trier. Viele kleine und mittlere Unternehmen sind in Ruwer/Eitelsbach ansässig, auch Filialen der Sparkasse Trier, der Volksbank Trier Eifel und der Deutschen Post. Auch eine Tankstelle ist in Ruwer ansässig. Ein Gewerbe- und Industriegebiet befindet sich entlang der Ruwerer Straße in Richtung der Pfalzeler Brücke. Das Hauptklärwerk Trier, das Klärwerk Ruwertal und das Wasserwerk Trier, auch Kenner Wasserwerk genannt, liegen in Ruwer/Eitelsbach.
Im Ortsbezirk befinden sich die Katholische Pfarrkirche St. Clemens, die katholische Filialkirche Vierzehn Nothelfer Eitelsbach, der Kindergarten St. Clemens, die Grundschule Ruwer und der Sportplatz auf Dorheck. Früher gab es in Ruwer ein Krankenhaus, heute gibt es einige Ärzte und eine Apotheke.

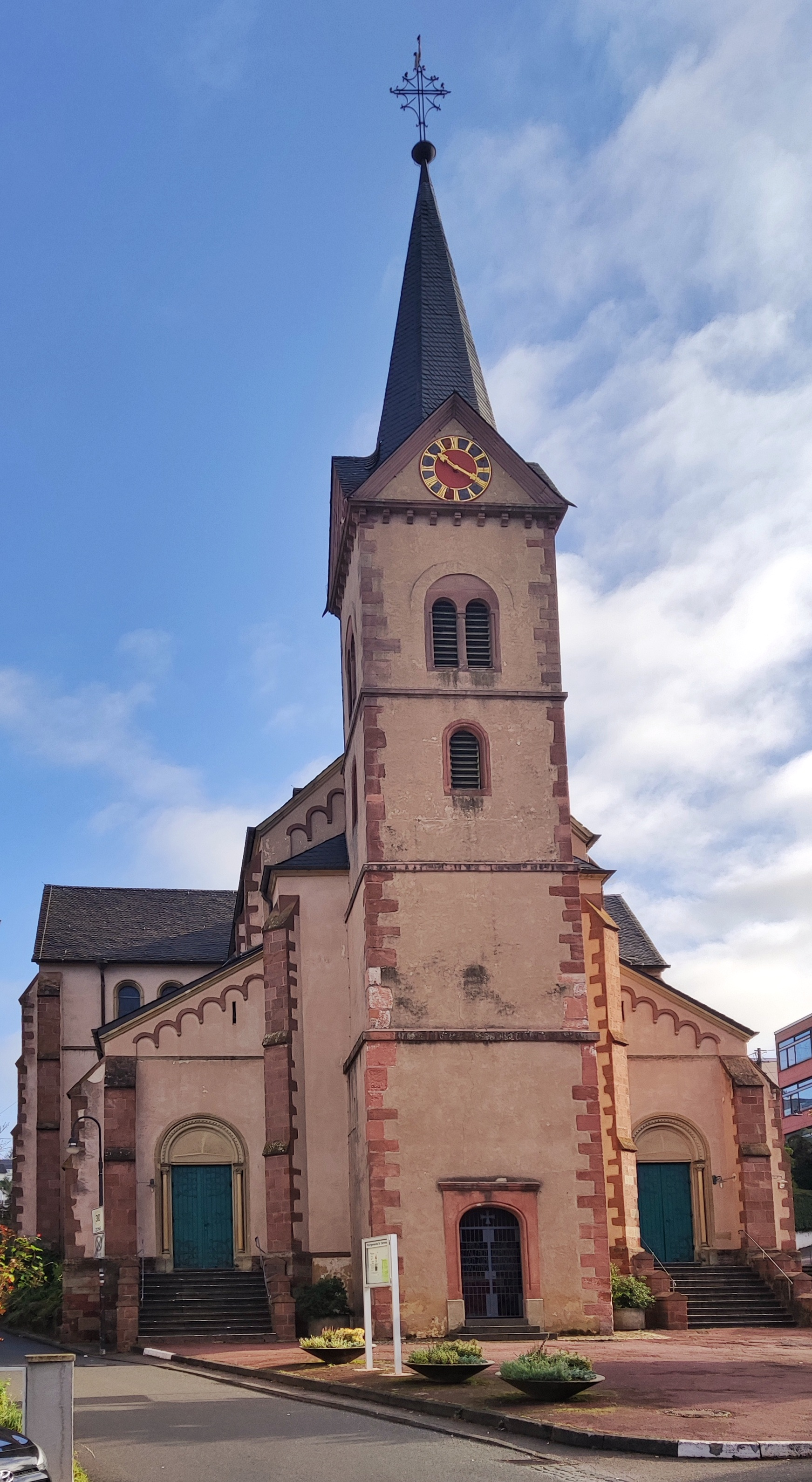
Kirche St. Clemens in Ruwer
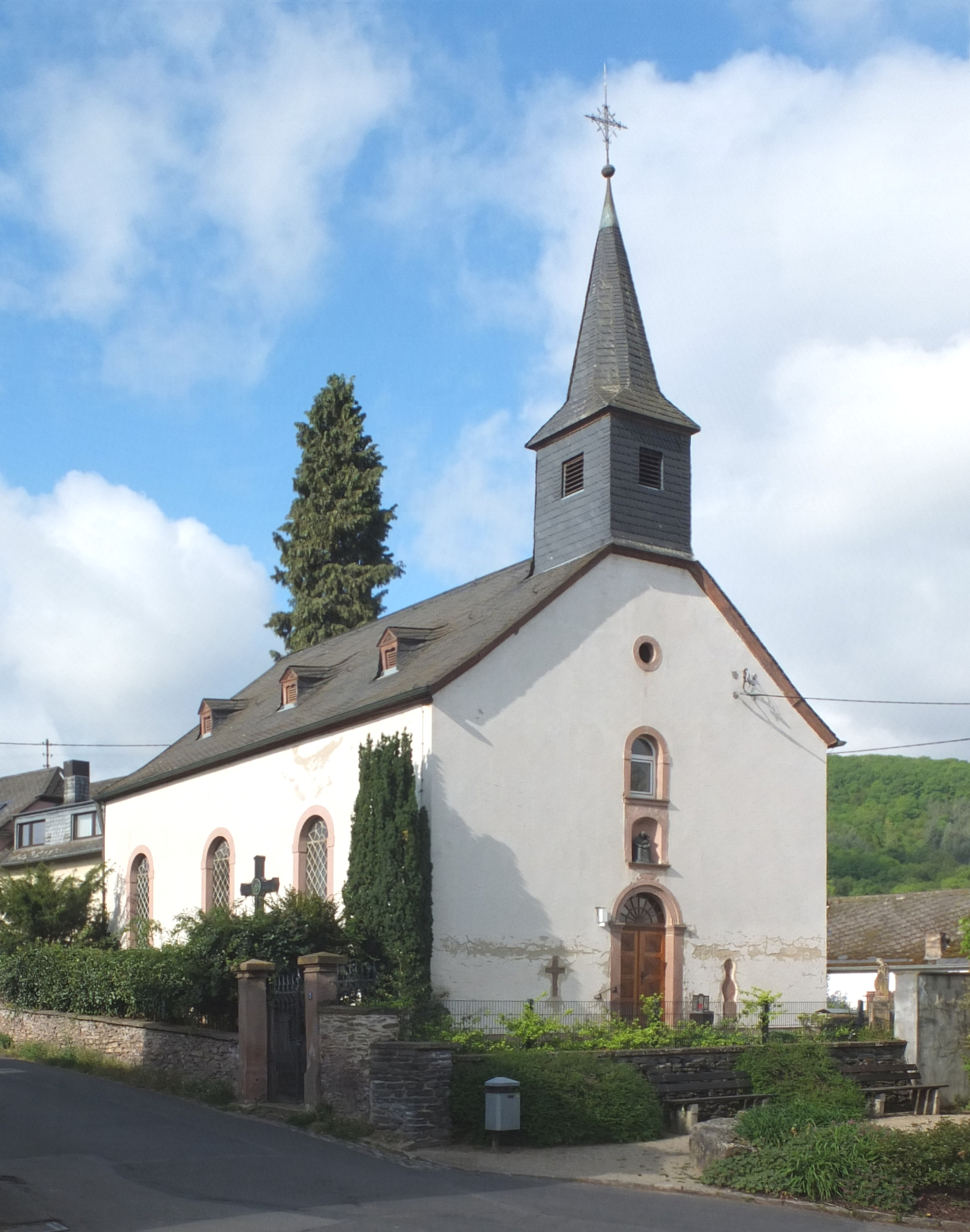
Kirche Vierzehn Nothelfer in Eitelsbach
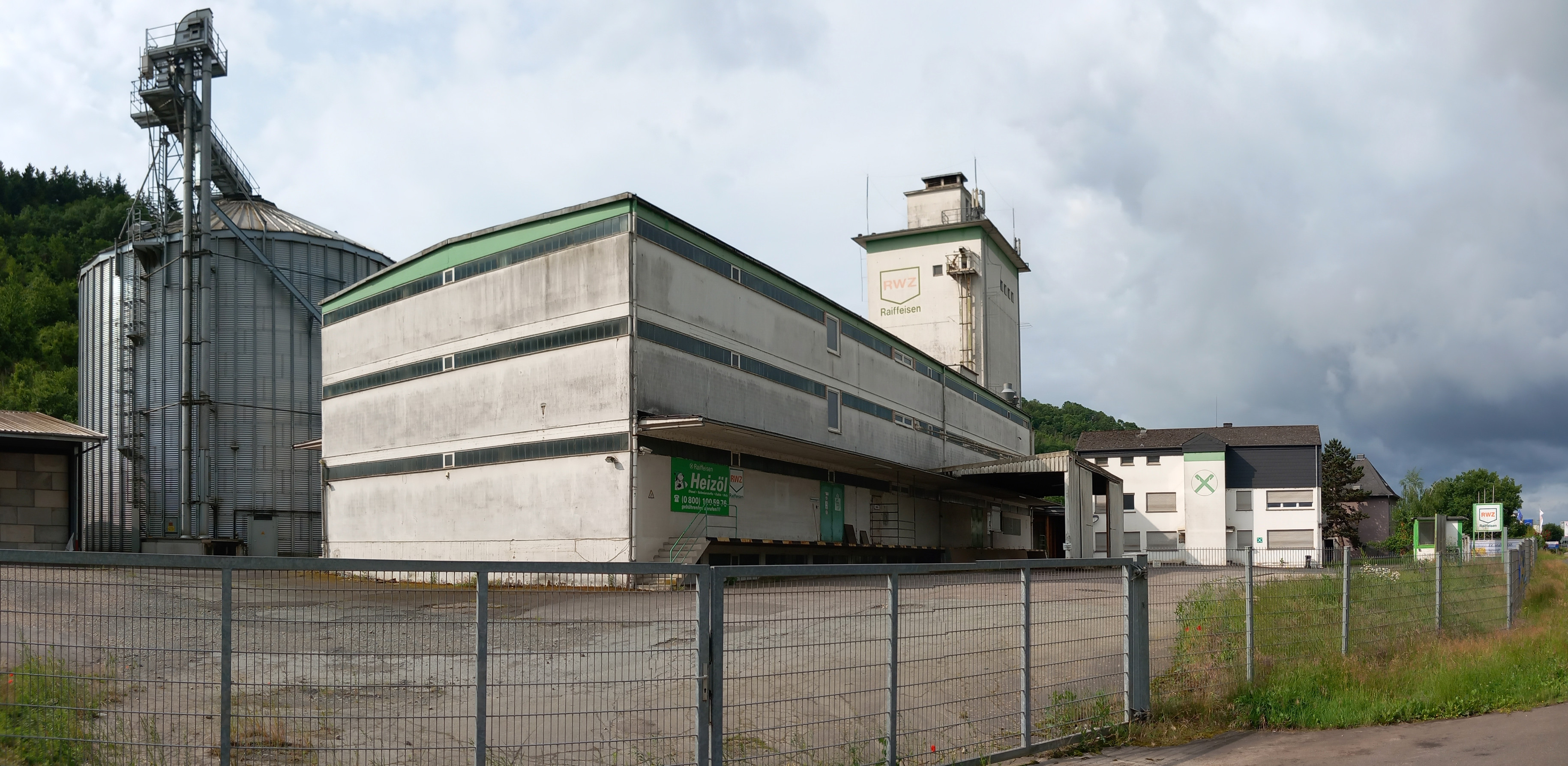
Ehemaliges RWZ-Agrarzentrum in der Ruwerer Straße

### Verkehr
Durch den Stadtteil führen die rheinland-pfälzischen Landesstraßen 145 und 149. Die L 145 verläuft parallel der Mosel durch den Ort und verbindet Ruwer in südwestlicher Richtung mit Trier-Nord, in nördlicher Richtung mit Kenn. Die L 149, die aus Waldrach kommt, führt durch das Ruwertal. Am Moselufer verläuft die A 602 von Trier-Nord nach Kenn.
Zum öffentlichen Personennahverkehr siehe: Nahverkehr in Trier.
In Ruwer kreuzten sich die inzwischen stillgelegten Strecken der Moselbahn und der Hochwaldbahn. Der Ort verfügte viele Jahrzehnte über zwei Bahnhöfe: Ruwer (DB) (1889–1981) und Ruwer West (1903–1967). Der ehemalige Bahnhof Ruwer (DB) ist seit 2006 Ausgangspunkt des Ruwer-Hochwald-Radweges, der fast auf ganzer Länge auf der Trasse der Hochwaldbahn verläuft und Anschluss an den Mosel-Radweg hat.

## Söhne des Stadtbezirkes
- Udo Samel (* 1953), Schauspieler

## Persönlichkeiten, die vor Ort wirken oder wirkten
- Reinhold Wirtz (1842–1898) war ein Architekt, Kommunalkreis- und Diözesanbaumeister des Bistums Trier, der die Katholische Pfarrkirche St. Clemens gemeinsam mit Franz Georg Himpler entwarf.
- Carl-Ludwig Wagner (1930–2012), ehemaliger Oberbürgermeister von Trier und ehem. Finanzminister und Ministerpräsident von Rheinland-Pfalz
- Hans-Joachim Doerfert (* 1944), Manager, wohnte in Ruwer.